# It's Only Rock 'n Roll
It's Only Rock 'n Roll är ett musikalbum av The Rolling Stones, släppt den 18 oktober 1974 på det egna bolaget Rolling Stones Records. Inspelningarna skedde i november 1973 och januari 1974 i München i dåvarande Västtyskland. Det var det första albumet sedan Their Satanic Majesties Request som gruppen producerade själv, under pseudonymen The Glimmer Twins. Efter att ha använt Jimmy Miller som producent sedan Beggars Banquet ville gruppen hitta nya infallsvinklar.
Det var det sista albumet gitarristen Mick Taylor medverkade på innan han lämnade gruppen. Taylor kände inte att han fick tillräckligt med erkännande och menade bland annat att han borde fått stå med som upphovsman till låten "Till the Next Goodbye". Men han angav även privata skäl till att han valde att sluta. Hans ersättare Ron Wood medverkar redan på det här albumet, men erhåller inga credits för det. Han spelar 12-strängad gitarr på titelspåret.
Albumet nådde Billboards första plats när det lanserades, och titelspåret nådde sextonde plats som singel. Bland övriga låtar på albumet finns en cover på den gamla Motown-hiten "Ain't Too Proud to Beg", här i en mer hårdrocksinriktad version. Även den släpptes som singel, men endast i Nordamerika. "Time Waits for No One" är med sitt poetiska budskap en av de mest seriösa låtar som gruppen framfört. Låten skrevs till albumet Let It Bleed 1969, men kom inte med på albumet. "Luxury" är tydligt inspirerad av reggaemusik. Avslutande "Fingerprint File" handlar om frustrationen av att vara övervakad av FBI (Federal Bureau of Investigation) och klassas som en funkrocklåt.

## Låtlista
Låtar utan angiven upphovsman skrivna av Jagger/Richards.
Sida 1
1. "If You Can't Rock Me" - 3:46
2. "Ain't Too Proud to Beg" (Eddie Holland, Norman Whitfield) - 3:31
3. "It's Only Rock 'n Roll (But I Like It)" - 5:07
4. "Till the Next Goodbye" - 4:36
5. "Time Waits for No One" - 6:38

Sida 2
1. "Luxury" - 5:01
2. "Dance Little Sister" - 4:11
3. "If You Really Want to Be My Friend" - 6:17
4. "Short and Curlies" - 2:43
5. "Fingerprint File" - 6:33

## Listplaceringar
| Lista (1974)   | Position            |
| -------------- | ------------------- |
| Danmark        | 3 (DR "Top 20")     |
| Finland        | 9                   |
| Frankrike      | 1                   |
| Kanada         | 5 (RPM)             |
| Nederländerna  | 5                   |
| Norge          | 3 (VG-lista)        |
| Storbritannien | 2 (UK Albums Chart) |
| Sverige        | 3 (Kvällstoppen)    |
| USA            | 1 (Billboard 200)   |
| Västtyskland   | 12                  |
| Österrike      | 6                   |